# Jacques Vandersichel
Jacques Vandersichel (Gent, 7 april 1932 – aldaar, 28 december 2012) was een Vlaams televisiejournalist actief bij de VRT.

## Biografie
Vandersichel was aanvankelijk leraar Nederlands en Engels op de Rijksmiddelbare Jongensschool Gent Bisdomkaai om vanaf 1962 in dienst te gaan bij de televisienieuwsdienst van de vrt, toen nog BRT. Hij was er nieuwslezer en nadien eindredacteur van het journaal. Vervolgens was hij betrokken bij de uitwisseling van nieuws onder de leden van de Eurovisie. De laatste jaren van zijn loopbaan was hij directeur van de Wereldomroep, tot 2011 bekend onder Radio Vlaanderen Internationaal.
In zijn geboortestad was hij nauw betrokken bij het cultureel en sociaal leven. Vandersichel was ook culinair recensent bij enkele vakbladen en kranten zoals Avenue, Culinair, Uit Magazine, Guide des Connesseurs en De Gentenaar.
Na zijn pensionering werd hij lid van de raad van advies bij de regionale tv-zender AVS, de pionier in Vlaanderen. Bij zijn overlijden was hij voorzitter van deze raad.